# Родове поховання Харитоненків
50°53′34″ пн. ш. 34°46′57″ сх. д. / 50.89264° пн. ш. 34.78252° сх. д.
Родове поховання Харитоненків — усипальниця родини Харитоненків. Розташоване на Центральному міському (Петропавлівському) кладовищі (біля Петропавлівської церкви), в місті Суми. Автор пам'ятників видатний французький скульптор Арістід Круазі, твори якого зберігаються в Луврі, Паризькій мерії та інших відомих місцях Парижа та Франції.

## Опис
На могилі доньки Павла Івановича Харитоненка Зінаїди встановлений пам'ятник у вигляді янгола з розкритими крилами, що підноситься в небо зі сплячою дівчинкою, яка є символом душі. Висота постаті янгола становить 2,5 метра. Інша скульптурна група являє собою дві частини. Перша частина (верхня) — розп'яття Ісуса Христа. Друга частина (нижня) — колінопреклонна Богоматір, яка розташована по ліву руку від Христа та апостол Іоан Богослов — по праву руку від Христа. Пам'ятники виконані з білого італійського мармуру та відрізняються великою пластичністю, реалізмом та цілою гамою почуттів. Коштували скульптури нереальну для того часу суму – понад два мільйони карбованців.

## Історичний нарис
7 травня 1889 року померла від дифтериту малолітня дочка Павла Івановича та Віри Андріївни Харитоненко Зінаїда (за іншою версією вона втопилася у ставку). Родина дуже сумувала з приводу смерті дитини, тому батько збудував на честь своєї дочки лікарню Св. Зінаїди. Це була одна з перших дитячих лікувальних установ в усій Російській імперії. Згодом Харитоненки встановили пам'ятник на могилі дочки. Він мав назву «Янгол з дитиною» та був куплений на Всесвітній промисловій виставці в Парижі у 1900 році. Через деякий час було встановлено скульптурну групу із зображенням розп'яття Іісуса Христа. Їх автором був дуже відомий у Франції скульптор Арістід Круазі.
Згодом, поруч із могилою Зінаїди, були поховані члени родини Харитоненків: Іван Герасимович Харитоненко (1822–1891), Наталія Максимівна Харитоненко (Ліщинська) (1829–1904) — дружина Івана Герасимовича, Павло Іванович Харитоненко (1853–1914), та його син Гліб, який як і Зінаїда, помер ще в дитинстві.

## Галерея

Пам'ятники на могилі Глібу та Зінаїді Харитоненко
Верхня частина скульптурної групи на могилі Гліба Харитоненка
Нижня частина пам'ятника, на якому зображено розп'яття Ісуса Христа
Янгол та дівчинка